# Cornelia Gröschel

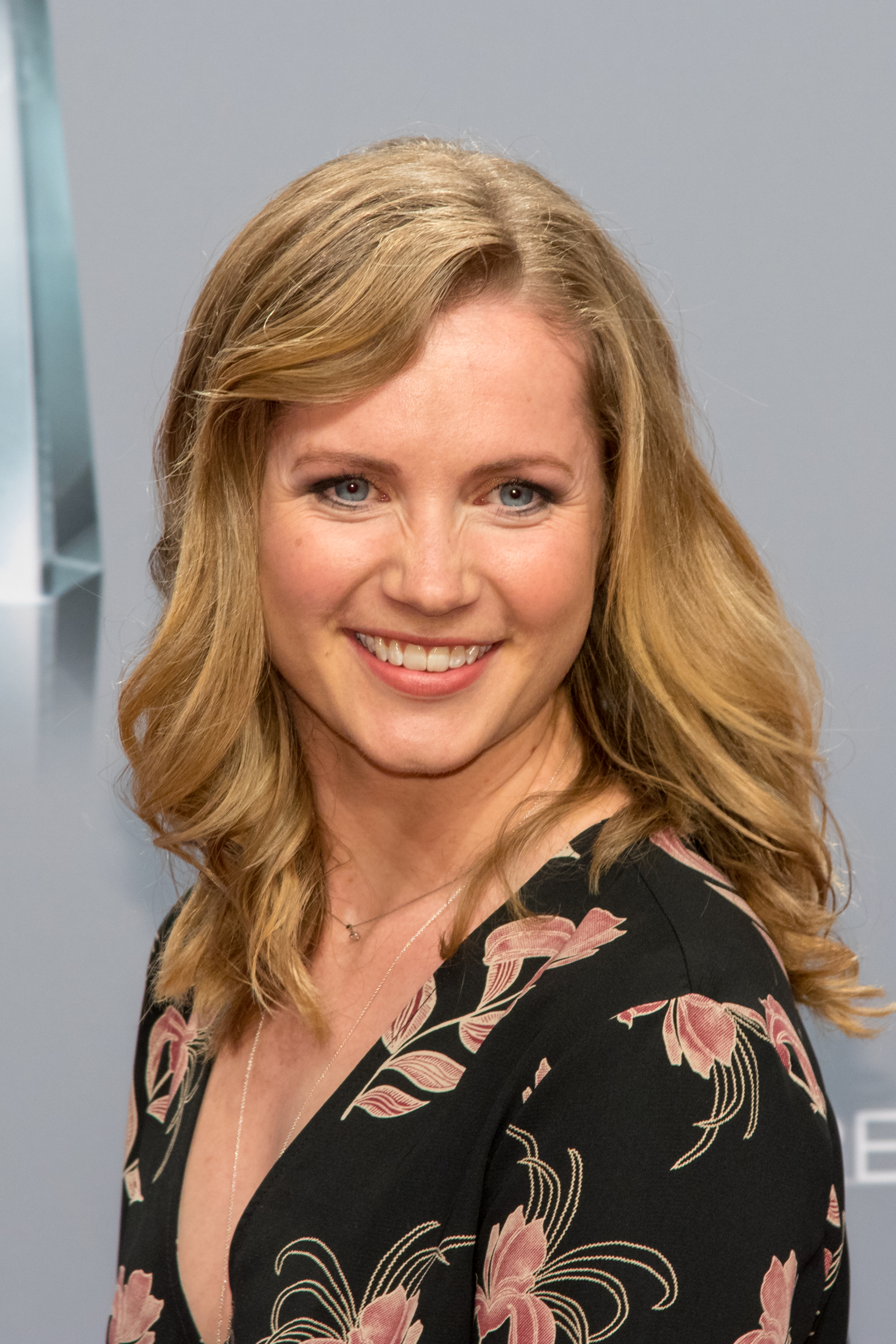
Cornelia Gröschel beim Deutschen Fernsehpreis 2018

Cornelia Gröschel (* 1. Dezember 1987 in Dresden) ist eine deutsche Schauspielerin. Ihren Durchbruch hatte sie 2001 in der Titelrolle in Markus Imbodens Romanverfilmung Heidi. Einem breiten Fernsehpublikum ist sie als Kriminaloberkommissarin Leonie Winkler im Dresdner Tatort bekannt.

## Leben

### Herkunft und Ausbildung
Cornelia Gröschel wuchs als drittes von vier Kindern in einer Dresdner Künstlerfamilie auf. Ihr Vater ist Sänger und Gesangspädagoge, ihre Mutter Ballettrepetitorin. Mit vier Jahren begann sie ihre Tanzausbildung in klassischem Ballett und Modern Dance, seit ihrem zehnten Lebensjahr reitet sie. Nach einem zehnmonatigen Aufenthalt in Südafrika und dem Abitur am St. Benno-Gymnasium in Dresden-Johannstadt studierte sie von 2007 bis 2011 Schauspiel an der Hochschule für Musik und Theater „Felix Mendelssohn Bartholdy“ Leipzig.

### Film und Fernsehen

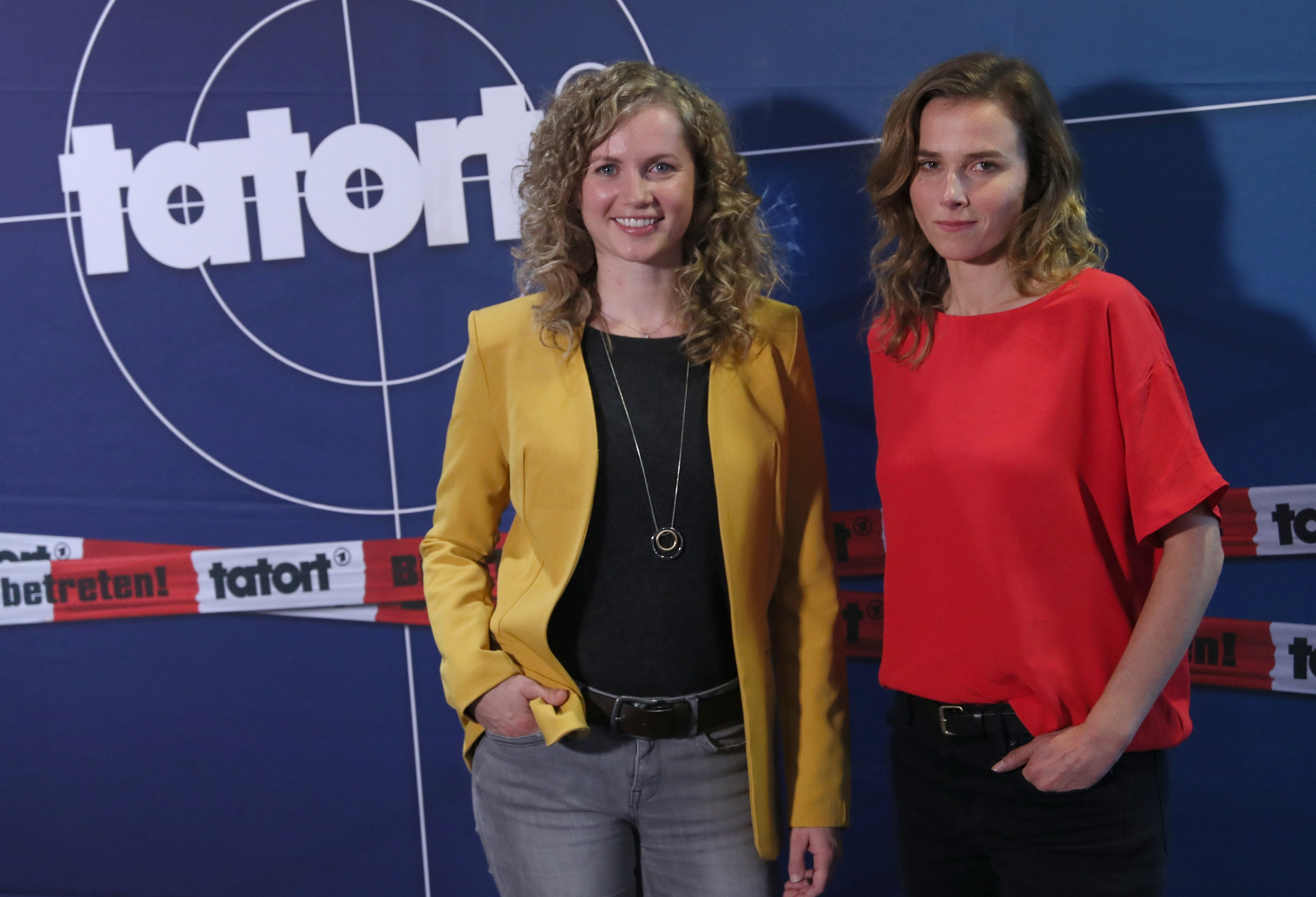
Cornelia Gröschel mit Karin Hanczewski bei der Tatort-Premiere 2018

Ihr Schauspieldebüt hatte Gröschel in der Episode Ein rettender Engel der Fernsehserie Heimatgeschichten. 1997 bewarb sie sich für eine Rolle in der ARD-Krankenhausserie In aller Freundschaft. Von Folge 2 bis 16 war sie von 1998 bis 1999 als Waisenkind Franzi Moers, die von der Anästhesistin Marianne „Maia“ Dietz (Ina Rudolph) und dem Pianisten Nicolas Claasen (Martin Halm) adoptiert werden soll, zu sehen. 2001 besetzte sie Markus Imboden in seiner Romanverfilmung Heidi nach dem gleichnamigen Werk von Johanna Spyri in der Titelrolle. 2002 spielte sie an der Seite von Suzanne von Borsody unter der Regie von Erwin Keusch in dem Familiendrama Lilly unter den Linden ebenfalls in der Titelrolle.
2012 übernahm Gröschel im Rahmen der ZDF-Reihe Märchenperlen in dem Film Die Schöne und das Biest die Hauptrolle der schönen Wirtstochter Elsa. 2013 und 2015 gehörte sie als Judith Kleine in der satirischen ZDF-Sitcom Lerchenberg zur Stammbesetzung. 2017 spielte sie in der ZDF-Miniserie Honigfrauen eine von zwei Schwestern, die zu DDR-Zeiten am Balaton Urlaub machen. Seit Oktober 2018 gehört sie neben Devid Striesow und Golo Euler als Kripobeamten-Ehefrau Jasmin Schwartz zum Hauptcast der ZDF-Krimireihe Schwartz & Schwartz.
2018 wurde bekannt, dass Gröschel die Nachfolge von Alwara Höfels antritt. Für die Vorbereitung auf die Rolle als Kriminalhauptkommissarin Leonie Winkler absolvierte sie ein Praktikum bei der Bundespolizei im Hauptbahnhof Dresden. Im April 2019 war sie an der Seite von Karin Hanczewski als ihre Kollegin Karin Gorniak in der Folge Das Nest erstmals in ihrer Rolle zu sehen.

### Theater
Erste Gastengagements hatte Gröschel während ihrer Schauspielausbildung am neuen theater Halle. 2010 spielte sie die Julia in Julia und Romeo im Hexenkessel Hoftheater im Monbijoupark in Berlin-Mitte. In den Spielzeiten 2011/12 und 2012/13 gehörte sie zum Ensemble des Badischen Staatstheaters Karlsruhe, wo sie bis 2018 weiter gastierte und 175 Mal die Titelrolle im Stück Agnes spielte. Für die Rolle der Mutter in der Inszenierung Immer noch Sturm erhielt Gröschel 2012 eine Nominierung zur Nachwuchsschauspielerin des Jahres.

### Privates
Cornelia Gröschel ist geschieden. Sie lebte mit ihrem Mann ab 2011 in Karlsruhe; seit etwa 2021 lebt sie wieder in Dresden.

## Filmografie (Auswahl)

### Kinofilme
- 2001: Heidi
- 2014: Be my Baby
- 2015: Planet Ottakring
- 2015: Der Staat gegen Fritz Bauer
- 2020: Freaks – Du bist eine von uns

### Fernsehfilme
- 2000: Einmal Himmel und retour
- 2002: Lilly unter den Linden
- 2003: Hilfe, ich bin Millionär
- 2003: Für immer verloren
- 2004: Experiment Bootcamp
- 2006: Tornado – Der Zorn des Himmels
- 2007: Wie verführ’ ich meinen Ehemann
- 2009: Liebling, weck die Hühner auf
- 2012: Die Schöne und das Biest
- 2014: Überleben an der Scheidungsfront
- 2015: Nele in Berlin
- 2015: Eine wie diese
- 2015: Große Fische, kleine Fische
- 2015: Silvia S. – Blinde Wut
- 2017: Königin der Nacht
- 2017: Honigfrauen (Dreiteiler)
- 2017: Willkommen bei den Honeckers
- 2018: Aenne Burda – Die Wirtschaftswunderfrau
- 2018: Fischer sucht Frau
- 2019: Mord geht immer – Der Koch ist tot
- 2025: Verhängnisvolle Leidenschaft Sylt

### Fernsehserien und -reihen
- 1998: Heimatgeschichten (Folge Ein rettender Engel)
- 1998–1999: In aller Freundschaft (9 Folgen)
- 1999: Schlosshotel Orth (Folge Spurensuche)
- 2001: Klinik unter Palmen (3 Folgen)
- 2005: In aller Freundschaft (Folge Zerrissenes Herz)
- 2006: Abschnitt 40 (Folge Schutzbehauptung)
- 2006: Polizeiruf 110: Schneewittchen
- 2010: SOKO Leipzig (Folge Familiensache)
- 2013: Polizeiruf 110: Der verlorene Sohn
- 2013–2015: Lerchenberg (8 Folgen)
- 2013: In aller Freundschaft: Bis zur letzten Sekunde (Serienspecial)
- 2014: SOKO Wismar (Folge Den Tod vor Augen)
- 2014: Tiere bis unters Dach (Folge Licht ins Dunkel)
- 2014: Polizeiruf 110: Abwärts
- 2015: Dengler: Die letzte Flucht
- 2016: Bettys Diagnose (Folge Traum und Wirklichkeit)
- 2017: Die Chefin (Folge Geiselnahme)
- 2017: Letzte Spur Berlin (Folge Atemlos)
- 2018: Die Spezialisten – Im Namen der Opfer (Folge Dem Himmel so nah)
- 2018: Donna Leon – Endlich mein
- 2018: Lena Lorenz (Folge Babyglück hoch drei)
- 2018–2020: Schwartz & Schwartz
  - 2018: Mein erster Mord
  - 2019: Der Tod im Haus
  - 2020: Wo der Tod wohnt
- 2018: Wilsberg: Mörderische Rendite
- seit 2019: Tatort → siehe Gorniak, Winkler und Schnabel
  - 2019: Das Nest
  - 2019: Nemesis
  - 2020: Die Zeit ist gekommen
  - 2020: Parasomnia
  - 2021: Rettung so nah
  - 2021: Unsichtbar
  - 2022: Das kalte Haus
  - 2022: Katz und Maus
  - 2023: Totes Herz
  - 2023: Was ihr nicht seht
  - 2024: Unter Feuer
  - 2025: Herz der Dunkelheit
- 2022: Die Toten vom Bodensee – Unter Wölfen (Fernsehreihe)
- 2023: Einspruch, Schatz! – Ein Fall von Liebe
- 2024: Samuel (Sprecherin)
- 2024: Erzgebirgskrimi – Mord auf dem Jakobsweg (Fernsehreihe)

## Hörspiele
- 2012: Eugen Ruge – In Zeiten des abnehmenden Lichts (1. Teil: Die Partei hat immer recht!) – Regie: Leonhard Koppelmann – Südwestrundfunk, Erstsendung: 16. Dezember 2012 – 99:31 Min.
- 2012: Eugen Ruge – In Zeiten des abnehmenden Lichts (2. Teil: Spasiba sa wsjo / Danke für alles!) – Regie: Leonhard Koppelmann – Südwestrundfunk, Erstsendung: 23. Dezember 2012 – 98:12 Min.